# باول هوفمان (ضابط)
باول هوفمان (بالألمانية: Paul Hoffmann)‏ هو ضابط ألماني، ولد في 20 يونيو 1846، وتوفي في 18 أبريل 1917.